# La Rochette, Savoie
La Rochette är en kommun i departementet Savoie i regionen Auvergne-Rhône-Alpes i sydöstra Frankrike. Kommunen ligger i kantonen La Rochette som tillhör arrondissementet Chambéry. År 2018 hade La Rochette 3 747 invånare.

## Befolkningsutveckling
Antalet invånare i kommunen La Rochette
| Referens: INSEE |